# Манати-Род
Манати-Род (англ. Manatee Road) — статистически обособленная местность, расположенная в округе Ливи (штат Флорида, США) с населением в 1937 человек по статистическим данным переписи 2000 года.

## География
По данным Бюро переписи населения США, статистически обособленная местность Манати-Род имеет общую площадь в 37,04 квадратных километров, водных ресурсов в черте населённого пункта не имеется.
Статистически обособленная местность Манати-Род расположена на высоте 9 м над уровнем моря.

## Демография
По данным переписи населения 2000 года, в Манати-Род проживало 1937 человек, 593 семьи, насчитывалось 852 домашних хозяйств и 1009 жилых домов. Средняя плотность населения составляла около 52,29 человек на один квадратный километр. Расовый состав населённого пункта распределился следующим образом: 96,75 % белых, 1,55 % — чёрных или афроамериканцев, 0,10 % — коренных американцев, 0,05 % — азиатов, 1,08 % — представителей смешанных рас, 0,46 % — других народностей. Испаноговорящие составили 1,70 % от всех жителей статистически обособленной местности.
Из 852 домашних хозяйств в 21,6 % воспитывали детей в возрасте до 18 лет, 57,6 % представляли собой совместно проживающие супружеские пары, в 8,8 % семей женщины проживали без мужей, 30,3 % не имели семей. 25,9 % от общего числа семей на момент переписи жили самостоятельно, при этом 13,4 % составили одинокие пожилые люди в возрасте 65 лет и старше. Средний размер домашнего хозяйства составил 2,27 человек, а средний размер семьи — 2,71 человек.
Население статистически обособленной местности по возрастному диапазону по данным переписи 2000 года распределилось следующим образом: 19,4 % — жители младше 18 лет, 5,8 % — между 18 и 24 годами, 19,9 % — от 25 до 44 лет, 28,1 % — от 45 до 64 лет и 26,8 % — в возрасте 65 лет и старше. Средний возраст жителей составил 49 лет. На каждые 100 женщин в Манати-Род приходилось 94,5 мужчин, при этом на каждые сто женщин 18 лет и старше приходилось 93,8 мужчин также старше 18 лет.
Средний доход на одно домашнее хозяйство статистически обособленной местности составил 22 306 долларов США, а средний доход на одну семью — 25 174 доллара. При этом мужчины имели средний доход в 22 417 долларов США в год против 14 200 долларов среднегодового дохода у женщин. Доход на душу населения статистически обособленной местности составил 22 306 долларов в год. 17,3 % от всего числа семей в населённом пункте и 21,1 % от всей численности населения находилось на момент переписи населения за чертой бедности, при этом 38,3 % из них были моложе 18 лет и 6,6 % — в возрасте 65 лет и старше.